# HE 0107-5240
HE 0107-5240 — крайне малометалличная звезда II типа звёздного населения, находится на расстоянии около 36 тысяч световых лет от Солнца в созвездии Феникса. Масса объекта составляет около 80% массы Солнца. HE 0107-5240 обладает металличностью [Fe/H] = −5,2 ± 0,2, что соответствует относительному содержанию железа, равному 1/160000 содержания железа в Солнце. Поскольку металличность настолько мала, звезда должна была образоваться в числе самых первых звёзд населения II типа. Следовательно, возраст звезды должен быть очень велик, около 13 млрд лет. Наличие некоторого количества металлов, тем не менее, не даёт возможности отнести звезду к населению III типа, то есть к первому поколению звёзд, которые в термоядерных реакциях превращали первичный водород, гелий и литий в более тяжёлые элементы, такие как углерод, кислород и металлы.
HE 0107-5240 довольно мала по сравнению с другими звёздами ранней Вселенной, но это позволило объекту сохраниться до современной эпохи, поскольку массивные звёзды эволюционируют быстрее. Слишком малую массу звезды можно объяснить, предположив, что раньше звезда принадлежала двойной системе
.
HE0107-5240 была случайно обнаружена Норбертом Кристлибом и коллегами из Гамбургского университета в рамках совместного с Европейской южной обсерваторией обзора слабых квазаров на 1-м телескопе. Последующие наблюдения проводились на 2.3-метровом телескопе Обсерватории Сайдинг-Спринг, также были получены спектры высокого разрешения в Европейской южной обсерватории при наблюдении на VLT. В 2005 году была найдена вторая звезда с ещё меньшим содержанием железа, HE 1327-2326 ([Fe/H]=-5.4) в рамках того же обзора неба. В 2014 году была открыта еще менее металличная звезда SMSS J031300.36−670839.3.